# Обале Армора
Обале Армора (фр. Côtes-d'Armor) департман је у западној Француској. Припада региону Бретања, а главни град департмана (префектура) је Сен Бријек. Департман Обале Армора је означен редним бројем 22. Његова површина износи 6.878 км². По подацима из 2010. године у департману Приморје је живело 591.641 становника, а густина насељености је износила 86 становника по км².
Овај департман је административно подељен на:
- 4 округа
- 52 кантона и
- 373 општина.

## Демографија
| 1999.   |
| ------- |
| 542.373 |